# إدغار نافارو
إدغار نافارو (بالإسبانية: Édgar Navarro)‏ هو دراج مكسيكي، ولد في القرن العشرين.

## روابط خارجية
- إدغار نافارو على موقع Paralympic.org (الإنجليزية)